# Tor Fuglset
Tor Fuglset (ur. 23 kwietnia 1951 w Molde) – norweski piłkarz występujący na pozycji pomocnika. Brat innego piłkarza, Jana Fuglseta.

## Kariera klubowa
Fuglset karierę rozpoczynał w 1968 roku w trzecioligowym zespole Odda IL. W 1969 roku przeszedł do pierwszoligowego Fredrikstadu. W sezonie 1969 wywalczył z nim wicemistrzostwo Norwegii, a także dotarł do finału Pucharu Norwegii. W 1971 roku odszedł do Lyn Fotball i już w pierwszym sezonie został wicemistrzem Norwegii.
W 1972 roku Fuglset został graczem holenderskiego FC Den Haag. W sezonie 1972/1973 zajął z nim 5. miejsce w Eredivisie. Potem zakończył karierę z powodu wady serca. Wznowił ją na sezon 1979, kiedy to występował w drugoligowym Molde FK.

## Kariera reprezentacyjna
W reprezentacji Norwegii Fuglset zadebiutował 13 września 1970 w przegranym 2:4 meczu Mistrzostw Nordyckich ze Szwecją, w którym strzelił także gola. W latach 1970–1972 w drużynie narodowej rozegrał 8 spotkań i zdobył 2 bramki.